# Котис Василь
Василь Котис  Володимирович — український піаніст, народився 27 вересня 1984 року в м.Золочеві Львівської області. Навчався в Золочівській музичній школі по класу фортепіано у Людмили Григорович.
З 1998 по 2009 р.р. навчався у Львівській спеціальній музичній школі ім. С. Крушельницької та у Львівській Музичній Академії ім. М. Лисенка у класі професора, Народної артистки України, Марії Крушельницької.
З 2009 року навчається у Вищій Школі Музики та Театру в м.Росток (Німеччина) у класі професора Матіаса Кіршнерайта.
Лауреат численних Всеукраїнських та Міжнародних конкурсів піаністів в т.ч.:  ім.Г.Нейгауза (Кіровоград, 2002 р.), «Classik – Поділля 2004» (Хмельницький), ім.Ф.Шопена (Чехія, 2006 р.), ім.Є.Гілельса (Одеса, 2006 р.),  ім. В.Горовиця (Київ, 2010 р.), ім.Ф.Мендельсона (Берлін, 2010 р ),  ім.Л.Бетховена  (Чехія, 2011р.),  ім. А.Скрябіна (Італія, 2013 р.), Бремен (Німеччина, 2014 р.), фіналіст Bosendorfer piano competition (Фінікс, США, 2015 р.),  "Baltic" (Польща, 2016 р.),, San Benedetto  del Tronto (Італія, 2017р.), MozArte (Німеччина, 2017 р), "Roberta Gallinari" (Італія, 2017 р.)  …   
Виступав з сольними концертами в Україні і закордоном, зокрема: Львові,  Одесі, Німеччині, США, Польщі, Хорватіі, Швейцаріі, Італії, Чехії, Нідерландах, Норвегії…
а також з оркестрами: з Фінікським симфонічним оркестром (США), Національним симфонічним оркестром Київської філармонії, Національним симфонічним оркестром Одеської філармонії, симфонічним  оркестром NDR,  Norddeutsche Philharmonie, Bremer Philharmoniker, Phoenix Symphony та іншими.
З його виступами  є  записи на NDR , Deutschlandradio, Bremen Rundfunk, RTBF Belgique...
Постійний учасник фестивалів: Gezeitenkonzerte,  Festspiele Meckleburg- Vorpommern (Німеччина), Peter de Grote Festival (Нідерланди), «Ahreensqof fest» ....    